# Таврія-ТНУ
Таврія-ТНУ — футбольний клуб із Сімферополя, виступав у чемпіонаті Криму. У 2003 році команда стала переможцем чемпіонату Криму.

## Історія
Спочатку команда базувалась у селі Віліне Бахчисарайського району. Спонсорувало її місцеве підприємство та підтримував Таврійський національний університет (ТНУ). У 2001 році команда «Віліне-ТНУ» завоювала бронзові нагороди чемпіонату Криму. Адміністратором команди тоді був Костянтин Панчік. У зв'язку з тим, що підприємство збанкрутувало, клуб став співпрацювати з командою Вищої ліги України — сімферопольською «Таврією» та став називатися «Таврія-ТНУ». У листопаді 2002 року клуб взяв участь у першому розіграші Кубку Кримтеплиці та поступився у матчі за третє місце «Кримтеплиці» у серії пенальті.
Сезон 2002 року завершився для команди знову на третьому місці у чемпіонаті півострова. Наступний сезон, у якому «Таврію-ТНУ» очолював тренерський дует Олександра Зверянского і Віктора Смігунова, завершився для неї перемогою у чемпіонаті та Кубку Криму. У фінальній грі Кубку «студенти» переграли «ІКС-Академію» з смт Куйбишеве (3:2). На зимовому чемпіонаті Сімферополя 2004 року команда здобула бронзові нагороди турніру. У 2004 році «Таврія-ТНУ» зайняла 8 місце, а у 2005 році — 6 місце на першості півострова. Після цього команда у розіграшах чемпіонату Криму участі не брала.

## Досягнення
- Чемпіон Криму (1): 2003
- Бронзовий призер чемпіонату Криму (2): 2001, 2002
- Володар Кубка Криму (1): 2003